# Tom Nairn
Tom Nairn   (Freuchie, 2 de juny de 1932 - 21 de gener de 2023) va ser un politòleg i acadèmic escocès. Era investigador honorari a l'School of Government and International Affairs de la Universitat de Durham. Era conegut per la seua tasca com a assagista i estudiós del nacionalisme, simpatitzant del nacionalisme escocès.

## Vida
Nairn va nàixer el 2 de juny de 1932 en Freuchie, Fife. Va estudiar al Dunfermline High School i l'Edinburgh College of Art abans de graduar-se a la Universitat d'Edimburg amb un MA de Filosofia en 1956. Als anys 60 va ensenyar en diverses institucions incloent-hi la Universitat de Birmingham (1965-66), i posteriorment a Hornsey College of Art (1967–70).
Posteriorment va estar al Transnational Institute d'Amsterdam entre 1972 i 76, passant a treballar per a la televisió (principalment per Channel 4 i Scottish Television, Glasgow). Als anys 90 va estar un any a la Central European University amb Ernest Gellner (1994–95) i posteriorment organitzaria un master sobre nacionalisme a la Universitat d'Edimburg (1995-1999).

## Tesis
És considerat un dels pensadors claus de la Nova Esquerra britànica. A partir de 1962, amb Perry Anderson, va escriure a New Left Review una sèrie d'articles on va desenvolupar una tesi (la tesi "Nairn-Anderson") per explicar per què la Gran Bretanya no va desenvolupar-se d'una manera normal, entesa aquesta com el moviment europeu continental que va portar cap a l'anticlericalisme i el republicanisme arran de la Revolució francesa de 1789.
Nairn va ser un defensor de la integració europea, tesi defensada a The Left Against Europe (1973), aparegut en un moment en què l'opinió de l'esquerra britànica era contrària a la Unió Europea.
En 1977 reflexionà sobre els nacionalismes al Regne Unit, considerant que tenien potencial per a créixer en suport social. També va criticar al marxisme clàssic, en considerar que feia un tractament superficial i evassiu cap a la importància política i social del nacionalisme. Esta tesi tindria les simpaties de Benedict Anderson, fent que entrara al debat sobre el paper social del nacionalisme amb el seu llibre Comunitats Imaginades.
Nairn va ser un defensor del Devolution of Power al Parlament Escocès i l'Assemblea gal·lesa, i va criticar el govern de Tony Blair per no transferir suficients competències a les cambres. També va manifestar que el potencial econòmic d'Escòcia havia estat limitat per la concentració de poder a Londres en combinació amb la naturalesa arcaica de l'estat britànic.
En 2009 esdevingué membre de l'Acadèmia de Ciències Socials d'Austràlia.